# Арапирака
Арапирака (порт. Arapiraca) — муниципалитет в Бразилии, входит в штат Алагоас. Составная часть мезорегиона Сельскохозяйственный район штата Алагоас. Входит в экономико-статистический микрорегион Арапирака. Население составляет 202 390 человек на 2006 год. Занимает площадь 351 км². Плотность населения — 576,6 чел./км².
Покровителем города считается Богоматерь ду-Бон-Конселью.

## Статистика
- Валовой внутренний продукт на 2004 год составляет 477 205 000,00 реалов (данные: Бразильский институт географии и статистики).
- Валовой внутренний продукт на душу населения на 2004 год составляет 2416,00 реалов (данные: Бразильский институт географии и статистики).
- Индекс развития человеческого потенциала на 2000 год составляет 0,656 (данные: Программа развития ООН).